# Chitrakonda
Chitrakonda es una ciudad y ciudad censal situada en el distrito de Malkangiri en el estado de Odisha (India). Su población es de 6725 habitantes (2011). Se encuentra a 4 km de Malkangiri . 

## Demografía
Según el censo de 2011 la población de Chitrakonda era de 6725 habitantes, de los cuales 3342 eran hombres y 3383 eran mujeres. Chitrakonda tiene una tasa media de alfabetización del 70,44%, inferior a la media estatal del 72,87%: la alfabetización masculina es del 79,80%, y la alfabetización femenina del 61,23%.